# Miika Koivisto
Miika Koivisto, född den 20 juli, 1990 i Vasa, är en finländsk ishockeyspelare som säsongen 2022/2023 spelar för Växjö Lakers i SHL.
Koivisto är fostrad i Vasa Sport och representerade klubben i Mestis 2010–2012. Åren 2012–2015 representerade han KalPa i FM-ligan. Säsongen 2015/2016 Lukko, 2016/2017 Jukurit och 2017/2018 Kärpät med vilka han vann ligan. Inför säsongen 2018/2019 flyttade Koivisto till KHL och Dynamo Moskva, han blev utvald till ligans all star-match men deltog inte på grund av en käkskada.
Inför säsongen 2019/2020 skrev Koivisto kontrakt med den då regerande schweiziska mästarklubben SC Bern i National League. Han nådde inte upp till förväntningarna och kontraktet bröts efter 15 matcher och poängsaldot 0+2. Ett nytt kontrakt med svenska Växjö Lakers i SHL stod genast klart.
Koivisto representerade Finlands landslag vid OS 2018 och vid världsmästerskapen samma år. Koivisto spelade i Finlands lag som tog guld vid VM 2019.